# Ancylobothrys amoena
Ancylobothrys amoena är en oleanderväxtart som beskrevs av Henri Hua. Ancylobothrys amoena ingår i släktet Ancylobothrys och familjen oleanderväxter. Inga underarter finns listade i Catalogue of Life.